# 랜던 피그
랜던 피그(Landon Pigg, 1983년 8월 6일 ~ )는 미국의 싱어송라이터이자 배우이다.